# Liste der Kulturgüter in Wartau
Die Liste der Kulturgüter in Wartau enthält alle Objekte in der Gemeinde Wartau im Kanton St. Gallen, die gemäss der Haager Konvention zum Schutz von Kulturgut bei bewaffneten Konflikten, dem Bundesgesetz vom 20. Juni 2014 über den Schutz der Kulturgüter bei bewaffneten Konflikten sowie der Verordnung vom 29. Oktober 2014 über den Schutz der Kulturgüter bei bewaffneten Konflikten unter Schutz stehen.
Objekte der Kategorien A und B sind vollständig in der Liste enthalten, Objekte der Kategorie C fehlen zurzeit (Stand: 1. Januar 2023).

## Kulturgüter
| Foto | | Objekt                                                     | Kat. | Typ | Standort                                 | Beschreibung |
| ---- | --- | ---------------------------------------------------------- | ---- | --- | ---------------------------------------- | --- |
| ja   | Datei hochladen · Wikidata zu Gretschins-Herrenfeld / Ochsenberg / Wartau, mesolithische-bronzezeitliche Siedlung / eisenzeitlicher Opferplatz / mittelalterliche Burgruine (Q29524071) | Gretschins-Herrenfeld / Ochsenberg / Wartau KGS-Nr.: 08396 | A    | F   | Gretschins, Burghalde 755750 / 218420    | Umfasst mesolithisch-bronzezeitliche Siedlung, eisenzeitlichen Opferplatz und mittelalterliche Burgruine.          |
| ja   | Datei hochladen · Wikidata zu Sogenanntes Walser Rathaus auf Palfries (Q29524078) | Sogenanntes Walser Rathaus Palfries KGS-Nr.: 08397         | A    | G   | Palfries 9.5 748974 / 218058             | |
| BW   | Datei hochladen · Wikidata zu Moos, mesolithische Station (Q29786968) | Moos, mesolithische Station KGS-Nr.: 08398                 | B    | F   | Oberschan 753600 / 219850                | |
| ja   | Datei hochladen · Wikidata zu Obere Höhle / Procha Burg (Q135668801) | Obere Höhle / Procha Burg KGS-Nr.: 08401                   | B    | F   | Burgweg 755750 / 219000                  | Umfasst neolithisch-bronzezeitliche Siedlungen, neolithische Skelettfunde in Höhle und mittelalterliche Burgruine. |
| ja   | Datei hochladen · Wikidata zu Reformierte Kirche St. Martin (Q29786965) | Reformierte Kirche St. Martin KGS-Nr.: 14089               | B    | G   | Gretschins, Kirchweg 7.1 755431 / 218284 | Der feste, sogenannt käsebissenförmige Kirchturm von Gretschins, Wartau, Kanton St. Gallen, Schweiz, 1991.         |
| ja   | Datei hochladen · Wikidata zu Rathaus Azmoos (Q29786969) | Rathaus Azmoos KGS-Nr.: 14090                              | B    | G   | Azmoos, Poststrasse 51 754765 / 216335   | |